# Mariä Himmelfahrt (Degerndorf)

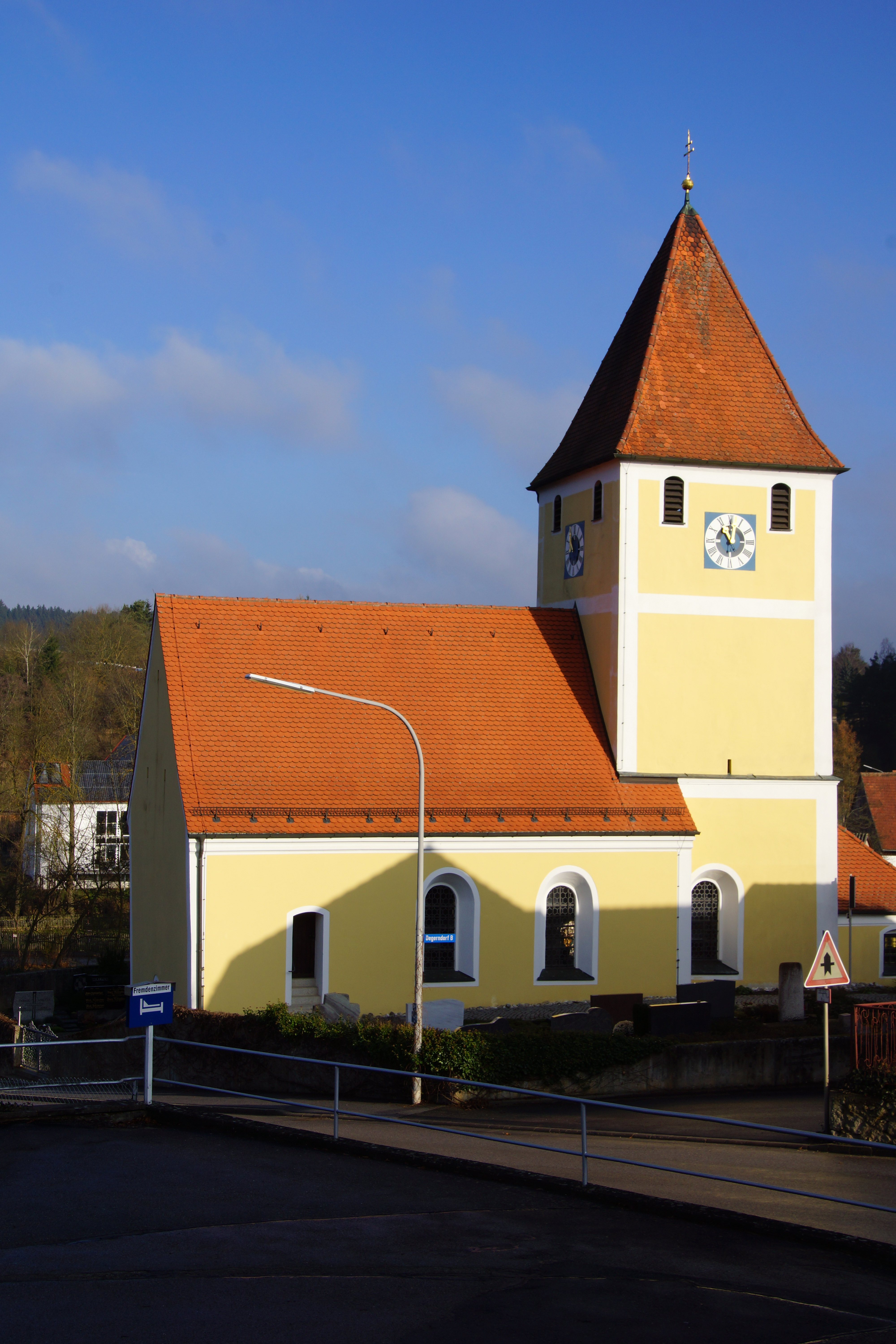
Mariä Himmelfahrt (Degerndorf)

Die römisch-katholische, denkmalgeschützte Filialkirche Mariä Himmelfahrt steht in Degerndorf, einem Gemeindeteil des Marktes Lupburg im Landkreis Neumarkt in der Oberpfalz. Die Kirche gehört zur Pfarrkirche St. Barbara in Lupburg im Dekanat Laaber des Bistums Regensburg. Das Bauwerk ist unter der Denkmalnummer D-3-73-143-19 als Baudenkmal in die Bayerische Denkmalliste eingetragen.

## Beschreibung
Die im Dreißigjährigen Krieg zerstörte Kirche aus dem 14. Jahrhundert wurde erst 1737 wieder aufgebaut. Sie besteht aus einem Langhaus, das mit einem Satteldach bedeckt ist, und einem quadratischen Chorturm im Osten, der mit einem Pyramidendach bedeckt ist. Nach Osten wurde die Sakristei angebaut. Das oberste Geschoss des Chorturms beherbergt die Turmuhr und den Glockenstuhl, in dem drei Kirchenglocken hängen. Der Innenraum des Langhauses ist mit einer Flachdecke überspannt, die von Vouten gerahmt ist. Die Deckenmalerei stammt aus dem 18. Jahrhundert. Sie wurde später übermalt, aber 1954 wieder freigelegt. Zur Kirchenausstattung gehört ein um 1500 gebauter Hochaltar, dessen Altarretabel mit der Darstellung  der Maria beidseitig von zwei Säulen flankiert wird. Die Orgel wurde 1702 von Johann Conrad Vogel gebaut.